# Brome faux-seigle
Bromus secalinus
Pour les articles homonymes, voir Brome (homonymie).
Espèce
Classification phylogénétique
Le brome faux-seigle (Bromus secalinus), ou brome seigle, est une plante herbacée annuelle de la famille des Poacées, autrefois assez commune mais maintenant en très forte régression, que l'on rencontre surtout dans les champs de céréales. C'est une "mauvaise herbe".

## Description
C'est une herbe annuelle à tiges dressées et à feuilles molles vert pâle, de 40 à 100 cm de haut. Elle présente des inflorescences en panicules laches et un peu inclinées composées d'épillets oblongs comptant de 5 à 15 fleurs. Les fleurs vertes apparaissent au début de l'été (juin-juillet).

## Distribution
Cette espèce est originaire des régions tempérées et chaudes d'Europe (Europe centrale, orientale et méditerranéenne) et d'Asie occidentale (Turquie).
C'est une plante qui s'est répandue autrefois avec les moissons, plutôt en régression avec les moyens de récolte modernes. Elle s'est largement naturalisée un peu partout.
Elle affectionne les sols limoneux et riches en azote.